# Nesima
Nèsima (Nèsima in dialetto catanese) è un quartiere della città di Catania della parte di nord-ovest, con oltre 20 000 abitanti. Esso è inserito nella V Circoscrizione, risultata dall'accorpamento delle ex VII ed VIII Municipalità, avvenuto nel 2013 (prima del quale infatti il quartiere era diviso fra le due Municipalità), che include anche i quartieri di Monte Po, una parte di San Nullo, San Leone e Curìa.

## Origini del nome
Dal vocabolo di origine araba "Nesima", il cui significato è: "brezza", "aria fresca", "alito di vento". Con alcune lievi modifiche alle vocali ed alla pronuncia (Naseema, Naseemah, Nesimah, Nesimeh, Nessima, Nessimah) viene utilizzato come diffuso nome proprio femminile nei paesi di fede e cultura islamica.

## Geografia
Il quartiere confina a ovest con Monte Palma e a nord-ovest con Lineri, entrambe popolose frazioni del Comune di Misterbianco, a nord-est con San Nullo, ad est con il quartiere Sacra Famiglia, a sud-est con San Leone, a sud e a sud-ovest con i quartieri Monte Po, Nunziatella e Telegrafo Vecchio. Sorge sopra le lave dell'eruzione del 1669. L'altitudine è compresa tra i 100 e i 160 m s.l.m. ed è caratterizzato dall'ampia veduta dell'Etna, dell'entroterra etneo e dagli edifici più alti si può vedere anche il Mar Ionio. 

## Storia e Urbanistica
Fu costruito a partire dagli anni cinquanta in seguito al piano di edilizia pubblica INA-Casa, il quale nucleo originario è identificabile tra le vie San Pio X, Leopoldo Nobili, Pitagora e la Circonvallazione, i cui isolati sono costituiti quasi totalmente da edifici di edilizia residenziale pubblica.
Viene suddiviso geograficamente in due zone: Nesima Superiore e Nesima Inferiore.
Nesima Superiore ha il suo epicentro in piazza San Pio X Papa, dove si staglia l'imponente figura dell'omonima chiesa, sede il venerdì mattina di un mercato rionale. Il tessuto urbano è quasi del tutto costituito da edilizia residenziale pubblica, ma è anche la porzione del territorio meglio infrastrutturata con la presenza del nuovo Ospedale Garibaldi, parcheggio scambiatore con annesso capolinea autobus urbani AMT, fermata Metropolitana "Nesima", Cittadella dello Sport, stazione di superficie della FCE dove transitano treni provenienti dai comuni pedemontani del versante etneo occidentale diretti a Catania e viceversa. Sufficiente la presenza di esercizi commerciali e di servizi alla persona.
Nesima Inferiore gravita intorno a piazza Eroi d'Ungheria, dove ogni giovedì viene allestito un altro mercato rionale che per estensione, assortimento e frequentatori, si colloca subito dopo quello della celeberrima Fera 'o Luni di piazza Carlo Alberto. Il tessuto urbano è costituito principalmente da condomini privati, palazzine e case basse, quest'ultime concentrate tra la piazza Guglielmo Marconi e via Palermo. Il rione è ricco di esercizi commerciali delle più svariate tipologie merceologiche, dislocati soprattutto lungo gli assi viari del viale Mario Rapisardi e corso Indipendenza.

## Viabilità e trasporti
Data la sua posizione di porta occidentale della città il traffico veicolare è una problematica che interessa l'intera porzione del territorio di Nesima. Il maggiore asse di penetrazione urbana è la Circonvallazione catanese. Per mitigare il fenomeno, nell'ambito dell'ammodernamento di tale strada, negli anni duemila è stato eliminato il semaforo che regolava l'incrocio con le vie Antonio Pacinotti e Filippo Eredia, sostituito dalla costruzione di due ampie rotonde: la prima in viale Lorenzo Bolano, intersecando via Francesco Miceli e via Carmelo Florio, quest'ultima funge da collegamento per il parcheggio scambiatore di via Michele Amari e il quartiere di San Nullo; la seconda rotatoria è stata realizzata nelle adiacenze dell'ARNAS Garibaldi, in sostituzione del precedente incrocio a livelli sfalsati con relativo cavalcavia e regola il traffico nel nodo viario tra la Circonvallazione, via Palermo e via Lineri. Altri grandi assi viari che confluiscono nel quartiere sono viale Mario Rapisardi e corso Indipendenza.

### Nodo di scambio "Nesima"
È stato inaugurato il 30 marzo 2017 il prolungamento della linea 1 della Metropolitana, il quartiere è servito dalla stazione sotterranea in viale Lorenzo Bolano, collegata con l'attuale stazione di superficie della FCE e il parcheggio scambiatore munito del capilinea n°6 dei bus urbani AMT, costituendo un importante nodo intermodale permettendo ai pendolari provenienti dall'hinterland di lasciare la propria auto ed entrare in città tramite il mezzo pubblico.
La zona è servita da varie linee di autobus urbani gestiti da AMT ed FCE:
- Fanno capolinea o transitano dal parcheggio scambiatore: AMT 628R, 628N, 621, 642, 522, 702, 932; FCE circolare 22.
- Altre linee: 443, 635, 601.

Il quartiere è attraversato anche da alcune linee extraurbane FCE ed AST che collegano la città ai comuni pedemontani del versante occidentale etneo.
È già stato appaltato un'ulteriore prolungamento direzione Misterbianco con la costruzione di altre due stazioni sotterranee sempre ricadenti nel territorio della V Circoscrizione, denominate rispettivamente "Fontana" sotto l'omonimo viale nel territorio di Nesima superiore, la quale sarà collegata direttamente con l'Ospedale Garibaldi tramite un tunnel, e "Monte Po" a servizio dell'omonimo quartiere.
Nel 2013 era previsto l'avvio al servizio della nuova linea veloce in sede protetta denominata BRT2 con capolinea il parcheggio scambiatore di Nesima, avrebbe collegato questo alla stazione centrale attraversando per intero l'asse dei viali e viale Africa raggiungendo il capolinea di piazza Papa Giovanni XXIII. Il progetto attualmente è fermo.

## Infrastrutture e servizi pubblici
- Azienda Ospedaliera di Rilievo Nazionale e di Alta Specializzazione Garibaldi
- Cittadella dello sport, formata da: piscina di Nesima, sede della blasonatissima Orizzonte Catania, dove vengono disputate delle importanti gare nazionali ed internazionali di nuoto sincronizzato e pallanuoto. PalaNesima dove vennero disputati i III Giochi mondiali militari del 2003. Campi di calcio a 11 e a 5 dove si disputano partite dei campionati italiani delle categorie dilettantistiche.
- Scuole materne, elementari, medie inferiori e superiori: Vittorino da Feltre, Olivetti, Giovanni XXIII, Francesco Petrarca, Nazario Sauro, Carlo Gemmellaro'.
- Centro servizi del comune di Catania in via Padre Angelo Secchi dove sono ubicati anagrafe, biblioteca e anagrafe canina.
- Una sede operativa della protezione civile e della croce rossa italiana con annesso eliporto.
- 2 uffici postali
- Parco Gemmellaro, l'unico del quartiere, si trova tra corso Indipendenza e via Palermo a Nesima Inferiore, la zona è molto carente da questo punto di vista, nonostante la presenza di ampie aree inedificate insistenti nel territorio utilizzabili a tale scopo. Altra area a verde, seppur piccola, è costituita dalla porzione meridionale di piazza Eroi d'Ungheria.
- Commissariato di P.S. sito in piazza Eroi d'Ungheria.

## Luoghi di culto
Nesima superiore: 
- Chiesa di San Pio X, piazza San Pio X Papa  Archiviato il 12 marzo 2016 in Internet Archive.
- Chiesa dello Spirito Santo, via Antonio Pacinotti, 54

Nesima inferiore: 
- Chiesa di Santa Maria del Rosario, via Monte Po, 33